# Trophée Gazet van Antwerpen 2007-2008
Navigation
2006-2007 2008-2009
Le Trophée Gazet van Antwerpen 2007-2008 est la 21e édition du Trophée Gazet van Antwerpen, compétition de cyclo-cross organisée par le quotidien belge néerlandophone Gazet van Antwerpen.

## Résultats
| Date         | Lieu                                      | Vainqueur    | Deuxième      | Troisième     |
| ------------ | ----------------------------------------- | ------------ | ------------- | ------------- |
| 1er novembre | Koppenberg - GP Willy Naessens            | Sven Nys     | Bart Wellens  | Zdeněk Štybar |
| 10 novembre  | Niel - Jaarmarktcross                     | Bart Wellens | Lars Boom     | Sven Nys      |
| 17 novembre  | Hasselt - GP d'Hasselt                    | Sven Nys     | Bart Wellens  | Niels Albert  |
| 15 décembre  | Essen - GP Rouwmoer                       | Sven Nys     | Lars Boom     | Zdeněk Štybar |
| 28 décembre  | Loenhout - Azencross                      | Lars Boom    | Zdeněk Štybar | Niels Albert  |
| 1er janvier  | Baal - GP Sven Nys                        | Sven Nys     | Zdeněk Štybar | Kevin Pauwels |
| 2 février    | Lille - Krawatencross                     | Niels Albert | Bart Wellens  | Sven Nys      |
| 17 février   | Oostmalle - Internationale Sluitingsprijs | Niels Albert | Bart Wellens  | Lars Boom     |

## Classement final
| #   | Coureur             | Points |
| --- | ------------------- | ------ |
| 1.  | Sven Nys            | 268    |
| 2.  | Bart Wellens        | 225    |
| 3.  | Zdeněk Štybar       | 220    |
| 4.  | Lars Boom           | 213    |
| 5.  | Niels Albert        | 209    |
| 6.  | Richard Groenendaal | 196    |
| 7.  | Erwin Vervecken     | 190    |
| 8.  | Bart Aernouts       | 169    |
| 9.  | Thijs Al            | 159    |
| 10. | Sven Vanthourenhout | 154    |

## Résultats détaillés
| #  | Coureur             | Temps   |
| -- | ------------------- | ------- |
| 1  | Sven Nys            | 1:01.18 |
| 2  | Bart Wellens        | + 0.12  |
| 3  | Zdeněk Štybar       | + 0.51  |
| 4  | Richard Groenendaal | + 1.25  |
| 5  | Erwin Vervecken     | + 1.38  |
| 6  | Niels Albert        | + 1.46  |
| 7  | Petr Dlask          | + 1.54  |
| 8  | Klaas Vantornout    | + 2.16  |
| 9  | Bart Aernouts       | + 2.34  |
| 10 | Rob Peeters         | + 3.20  |

| #  | Coureur             | Temps   |
| -- | ------------------- | ------- |
| 1  | Bart Wellens        | inconnu |
| 2  | Lars Boom           |         |
| 3  | Sven Nys            |         |
| 4  | Richard Groenendaal |         |
| 5  | Erwin Vervecken     |         |
| 6  | Petr Dlask          |         |
| 7  | Niels Albert        |         |
| 8  | Gerben de Knegt     |         |
| 9  | Bart Aernouts       |         |
| 10 | Wilant van Gils     |         |

| #  | Coureur               | Temps   |
| -- | --------------------- | ------- |
| 1  | Sven Nys              | inconnu |
| 2  | Bart Wellens          |         |
| 3  | Niels Albert          |         |
| 4  | Zdeněk Štybar         |         |
| 5  | Lars Boom             |         |
| 6  | Kevin Pauwels         |         |
| 7  | Dieter Vanthourenhout |         |
| 8  | Klaas Vantornout      |         |
| 9  | Thijs Al              |         |
| 10 | Petr Dlask            |         |

| #  | Coureur               | Temps   |
| -- | --------------------- | ------- |
| 1  | Sven Nys              | inconnu |
| 2  | Lars Boom             |         |
| 3  | Zdeněk Štybar         |         |
| 4  | Bart Wellens          |         |
| 5  | Niels Albert          |         |
| 6  | Richard Groenendaal   |         |
| 7  | Erwin Vervecken       |         |
| 8  | Dieter Vanthourenhout |         |
| 9  | Wilant van Gils       |         |
| 10 | Bart Aernouts         |         |

| #  | Coureur             | Temps   |
| -- | ------------------- | ------- |
| 1  | Lars Boom           | inconnu |
| 2  | Zdeněk Štybar       |         |
| 3  | Niels Albert        |         |
| 4  | Sven Nys            |         |
| 5  | Bart Wellens        |         |
| 6  | Richard Groenendaal |         |
| 7  | Wilant van Gils     |         |
| 8  | Thijs Al            |         |
| 9  | Bart Aernouts       |         |
| 10 | Radomir Simunek     |         |

| #  | Coureur             | Temps   |
| -- | ------------------- | ------- |
| 1  | Sven Nys            | inconnu |
| 2  | Zdeněk Štybar       |         |
| 3  | Kevin Pauwels       |         |
| 4  | Lars Boom           |         |
| 5  | Bart Aernouts       |         |
| 6  | Richard Groenendaal |         |
| 7  | Erwin Vervecken     |         |
| 8  | Wilant van Gils     |         |
| 9  | Rob Peeters         |         |
| 10 | Thijs Al            |         |

| #  | Coureur               | Temps   |
| -- | --------------------- | ------- |
| 1  | Niels Albert          | inconnu |
| 2  | Bart Wellens          |         |
| 3  | Sven Nys              |         |
| 4  | Sven Vanthourenhout   |         |
| 5  | Zdeněk Štybar         |         |
| 6  | Richard Groenendaal   |         |
| 7  | Erwin Vervecken       |         |
| 8  | Dieter Vanthourenhout |         |
| 9  | Kevin Pauwels         |         |
| 10 | Bart Aernouts         |         |

| #  | Coureur             | Temps   |
| -- | ------------------- | ------- |
| 1  | Niels Albert        | inconnu |
| 2  | Bart Wellens        |         |
| 3  | Lars Boom           |         |
| 4  | Sven Nys            |         |
| 5  | Erwin Vervecken     |         |
| 6  | Sven Vanthourenhout |         |
| 7  | Kevin Pauwels       |         |
| 8  | Zdeněk Štybar       |         |
| 9  | Bart Aernouts       |         |
| 10 | Richard Groenendaal |         |